# Jutta Hipp
Jutta Hipp, née le 4 février 1925 à Leipzig et morte le 7 avril 2003 dans le Queens (New York), est une pianiste de jazz allemande qui a été pionnière du jazz dans l'Allemagne de l'après-guerre et qui a également été active aux États-Unis.
Son histoire est une des plus curieuses de l'histoire de la musique. Après une carrière de jazzwoman d'une petite dizaine d'années en Allemagne, à la tête d'un quintet qui a conduit l’Allemagne au bebop et au cool jazz, elle est repérée par un critique musical de jazz et producteur de disques anglo-américain qui l'incite à émigrer aux États-Unis mais elle se brouille avec lui,, et abandonne le jazz deux ans à peine après son arrivée en Amérique pour aller travailler comme simple couturière en usine, après une surprenante tournée rhythm and blues dans le sud des États-Unis en 1957,. 
En 1955, la « First Lady of European Jazz » est la première Européenne et la première musicienne blanche à obtenir un contrat avec le célèbre label américain Blue Note Records, sur lequel elle sort trois albums en 1956,.
Jutta Hipp était également peintre, dessinatrice, photographe et designer.

## Jeunesse
Jutta Hipp naît à Leipzig en Allemagne le 4 février 1925 de Karl Julius Hipp et Hulda Elisabeth Grassmann,,.
Elle développe une passion pour le jazz et la peinture dès son enfance,,. Elle a 8 ans quand Hitler devient chancelier en 1933 et 14 ans quand l'Allemagne envahit la Pologne en 1939. Quand la Seconde Guerre mondiale commence, elle étudie à l'Académie des arts graphiques de Leipzig,,.
Comme des millions de civils allemands, elle subit des bombardements massifs sur sa ville natale de Leipzig. Début juillet 1945, les troupes soviétiques reprennent Leipzig aux troupes américaines. En 1946, comme elle ne veut pas s'engager à peindre des affiches de propagande communiste, Jutta et sa famille s'enfuient dans la Zone américaine en Allemagne de l'Ouest pour s'installer à Munich,,,,. À l'âge de 21 ans, elle devient donc une personne déplacée et souffre de malnutrition. 
En 1948, à l'âge de 23 ans, Jutta donne naissance à un fils, Lionel (qu'elle a nommé d'après Lionel Hampton), dont le père était un G.I. noir en poste en Allemagne,. Les G.I. noirs n'étaient pas autorisés à accepter la paternité à l'époque s'ils avaient eu un enfant avec une femme blanche : cela signifie que Jutta et le père de Lionel n'étaient pas mariés,,. Elle donne son fils Lionel à un foyer pour enfants parce qu'elle est incapable de subvenir à ses besoins,, mais également à cause des préjugés qui prévalent à l'époque contre les « bébés bruns » (Brown Babies) et leurs mères et à cause du fait qu'elle doit constamment se libérer pour se rendre aux concerts des clubs de l'armée américaine, où elle joue en tant que pianiste (voir plus loin),.

## Cours de piano (1934-1939)
Jutta commence à prendre des cours privés de piano classique à l'âge de 9 ans, mais un professeur sévère tue son enthousiasme pour le piano après 4 ans,, et elle arrête le piano classique en 1939. 

## Découverte du jazz sous le régime nazi (1940-1945)
Jutta Hipp entend pour la première fois du jazz vers 1940 lorsque son amie Ingfried Henze, étudiante en art, l'emmène à une soirée au Hot Club, dont les réunions se tenaient parfois pendant les bombardements,.
Comme les nazis s'opposent fermement à la musique jazz, qu'ils qualifient de « musique noire dégénérée » (degenerate Negro music) émanant de personnes racialement inférieures, les musiciens de jazz allemands sont toujours en danger. Chez des particuliers, on écoute des disques de jazz illégaux et les stations de radio interdites BBC London et Hilversum,,. Elle commence à collectionner des disques.
Jutta Hipp recommence à prendre des leçons de piano et elle compose : ses modèles sont alors des pianistes de jazz comme Teddy Wilson, Fats Waller et Art Tatum. Après l'occupation de la ville par des unités américaines à la mi-avril 1945, le jazz retentit dans leur quartier général « Hotel Fürstenhof » et la station de l'armée AFN diffuse de la musique jazz.
Dans une lettre à un soldat américain, elle écrit après la fin de la guerre: « Pour nous, le jazz est une sorte de religion. On a vraiment dû se battre pour ça. Je me souviens de nuits où nous n'allions pas au refuge parce que nous écoutions des disques. Et bien que les bombes aient frappé autour de nous, nous nous sentions en sécurité ou du moins, si nous avions été tués, nous serions morts avec de la belle musique. ».

## Carrière musicale (1946-1957)

### Carrière jazz en Allemagne (1946-1955)
En 1946, elle devient musicienne professionnelle par nécessité : elle aurait voulu devenir peintre, mais dans l'Allemagne en ruines de l'après-guerre, elle n'aurait pas pu gagner sa vie de cette façon.
Jutta Hipp commence sa carrière musicale dans le sud de la Bavière dans des clubs d'officiers américains à Tegernsee, avec son fiancé Teddie Neubert et le guitariste de jazz Thomas Buhé,,, et à Munich où elle se produit avec Freddie Brocksieper, Charlie Tabor et Hans Koller.
En 1952, elle s'installe avec Hans Koller à Francfort, où les clubs de l'armée américaine offrent beaucoup d'opportunités aux jeunes jazzmen. L'ensemble de Hans Koller est composé d'Albert Mangelsdorff au trombone, de Shorty Röder à la contrebasse, de Rudi Sehring et Karl Sanner à la batterie et de Jutta Hipp au piano. En mars 1953, les New Jazz Stars de Hans Koller constituent l'acte d'ouverture de Dizzy Gillespie à Francfort. Le groupe réalise des enregistrements radiophoniques et des apparitions au Festival de jazz allemand,. L'admiration de Hans Koller pour Lester Young influence profondément son propre style de jeu. 
Son jeu autrefois amateur s'épanouit en un jeu complètement professionnel au début des années 1950, de sorte que les sondages allemands en 1952 ou 1954 la choisissent comme la meilleure pianiste du pays,, juste devant Paul Kuhn. 
En 1953, Jutta fonde son propre quintette avec Emil Mangelsdorff (saxophone alto), Joki Freund (saxophone ténor), Hans Kresse (basse) et Karl Sanner (batterie), avec des solistes invités comme Albert Mangelsdorff (trombone), Carlo Bohländer (trompette) et Attila Zoller (guitare). Comme beaucoup de jeunes musiciens européens de l'époque, elle est influencée par l'œuvre de Lennie Tristano, et le Jutta Hipp Quintet est inspiré du cool jazz popularisé par Tristano, Lee Konitz et Warne Marsh,,,. Elle se produit au premier festival de jazz allemand en 1953 avec ce quintette qu'elle dirigera de 1953 à 1955,.
Avec son groupe suivant (1954-1955), qui comprend le guitariste Attila Zoller, un gitan comme Django Reinhardt, elle confirme sa réputation de « Première Dame de l'Europe du jazz ». En 1954, elle joue au Festival de jazz allemand avec Albert Mangelsdorff et Zoller d'une part, et en session avec Hugo Strasser d'autre part.

### Découverte par Leonard Feather (1954)

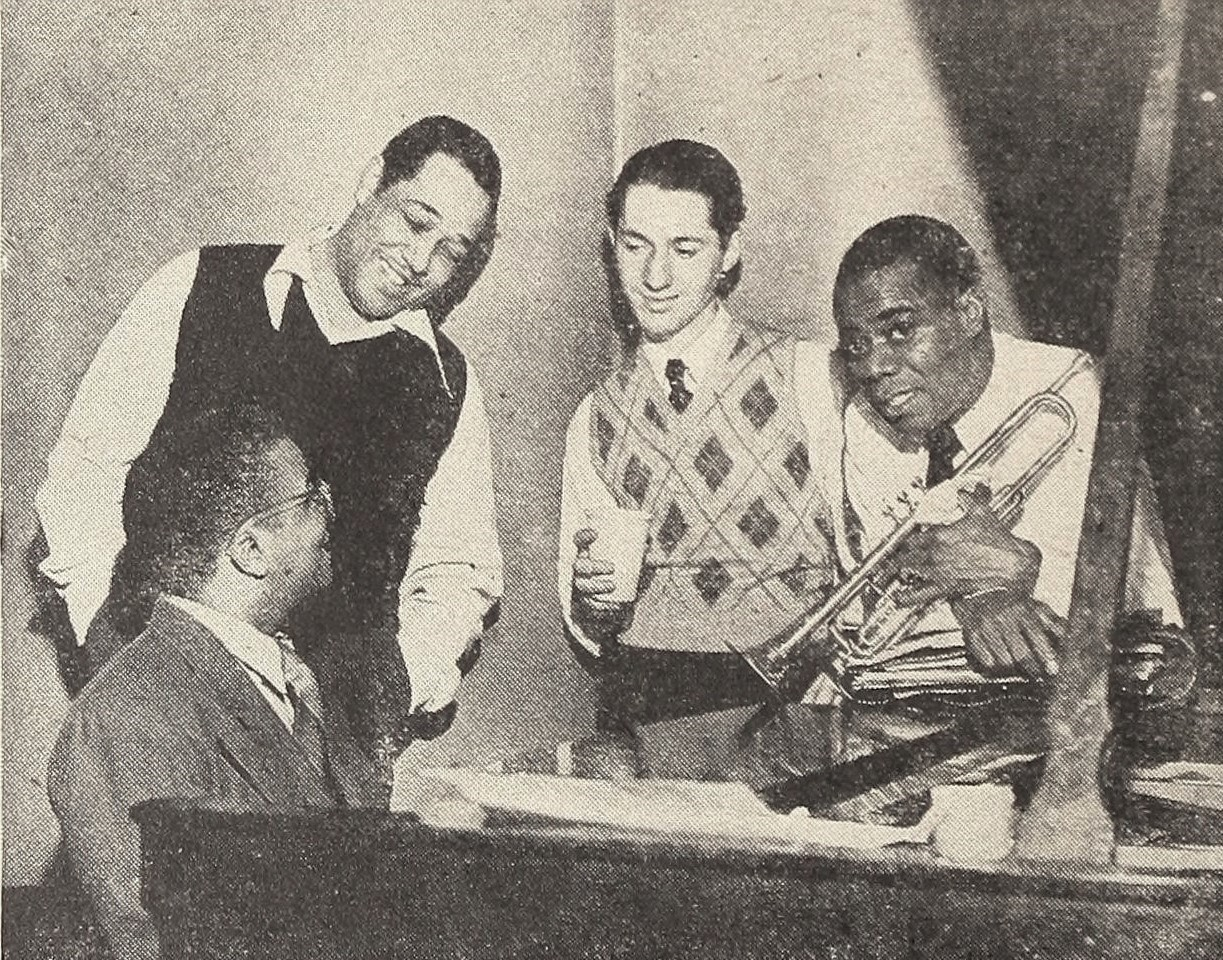
Leonard Feather (troisième à droite), en compagnie de Billy Strayhorn, Duke Ellington et Louis Armstrong.

Le critique musical de jazz et producteur de disques anglo-américain Leonard Feather ayant reçu d'un G.I. une cassette audio où on entendait Hipp en train de jouer, il devient impatient de la rencontrer en personne,. 
En janvier 1954, lors d'une tournée en Allemagne avec le "Jazz Club USA" (qui met en vedette Billie Holiday, Buddy DeFranco et d'autres grands musiciens de jazz américains), il fait un déplacement à Duisbourg, où il trouve Hipp en train de jouer dans un club appelé « Bohème » avec son quintette,,,,. 
Leonard Feather décrit ainsi ce premier contact : « Alors que nous entrions dans un club bondé à Duisbourg, la musique flottait jusqu'à nos oreilles et nous avions du mal à croire que c'était l'œuvre de cinq Allemands. Entourée de saxophones alto et ténor, de basse et de batterie, une jolie fille était assise au piano, ses cheveux auburn pendant dans le dos ; elle était complètement absorbée par la musique, apparemment inconsciente de la foule bruyante qui l'entourait. Les visiteurs américains de Jutta ont tous été stupéfaits à un point incroyable. Rencontrer le meilleur jazz européen que nous avons découvert jusqu'ici, joué dans un pays qui avait été privé de la vue et du son du vrai jazz pendant tant d'années de nazisme et de guerre - c'était incroyable ! ».
En avril 1954, Feather enregistre à Francfort un album du Jutta Hipp Quintet qui paraît dans la série Blue Note New faces - New sounds en 1956 aux États-Unis sous le titre New Faces – New Sounds from Germany,,.
En octobre 1955, Jutta Hipp donne son dernier concert en Allemagne à l'Hôtel de ville de Hanovre.

### Carrière jazz aux USA (1955-1956)

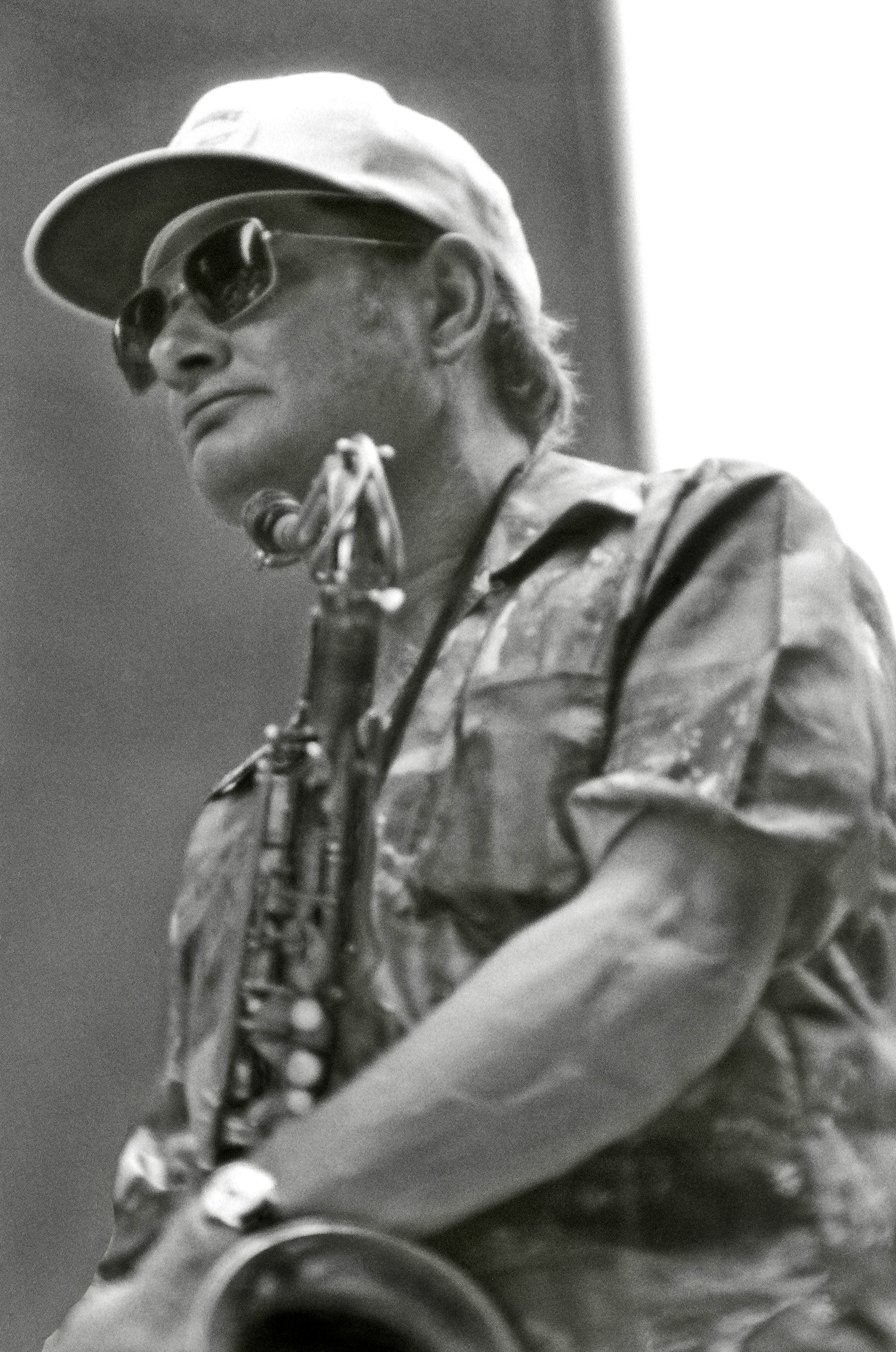
Zoot Sims.

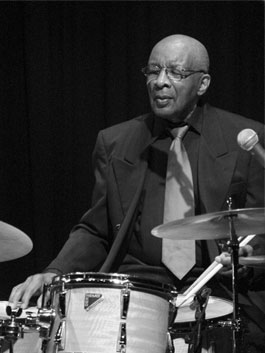
Ed Thigpen.

Estimant qu'elle est de classe mondiale, Feather aide Jutta Hipp à immigrer aux États-Unis en novembre 1955,,,,,, et Jutta Hipp s'installe à New York,,,,.
Feather prépare intelligemment son arrivée en la présentant comme la « First Lady of European Jazz » dans les médias américains.
Feather la fait engager en mars 1956 au club de jazz Hickory House de New York où elle joue pendant 6 mois,,,,, alors que ce club engage habituellement des groupes pendant une semaine seulement. 
Elle fait fureur sur la scène jazz de la côte Est, jouant pendant des mois avec le sax ténor Zoot Sims, le batteur Ed Thigpen (du trio d'Oscar Peterson) et Paul Motian, qui est ensuite devenu le batteur de Bill Evans. Même Duke Ellington et Lennie Tristano viennent l'écouter au piano.
Par l'intermédiaire de l'agence de Feather, elle obtient un contrat d'enregistrement avec le label Blue Note. Jutta Hipp devient ainsi la première musicienne de jazz européenne (et la deuxième musicienne blanche) à obtenir un contrat avec Blue Note,,,.
Trois disques sont publiés en 1956 sur ce label : Jutta Hipp with Zoot Sims et deux volumes de Jutta Hipp at the Hickory House,,,,,,. 
Jutta est alors grandement influencée par le style hard bop d'Horace Silver, ce qui l'amène à s'éloigner du cool jazz et du bebop. Elle développe un style percutant et swinguant, peu éloigné du style de Silver,. Elle expliquera plus tard qu'en fait elle n'aimait pas tellement le cool jazz, mais qu'elle avait été poussée dans cette direction d'abord par Hans Koller, et puis par ses amis de Francfort qui s'éyaient orientés vers Lennie Tristano et son quintet avec Lee Konitz et Warne Marsh.
Elle se produit au Newport Jazz Festival en 1956.

### Rupture avec son impresario Leonard Feather (1957)
Huit mois après son arrivée aux États-Unis, Jutta Hipp semble prête pour une longue et fructueuse carrière, mais les choses s'arrêtent brutalement.
Le mécénat de Feather prend fin parce que Jutta Hipp refuse (contrairement à beaucoup d'autres) d'enregistrer ses compositions originales,,, (ce qui amène Feather à la poursuivre pour rupture de contrat), et peut-être aussi parce que Feather faisait des avances à Jutta qui, à l'époque, était encore fiancé à Attila Zoller (Hipp elle-même a parlé de telles avances à la trompettiste Iris Kramer en août 1986),.
Pour Feather, la trop indépendante Jutta Hipp est clairement devenue persona non grata. Il va même jusqu'à affirmer que l'influence d'Horace Silver avait détruit son style musical.
Cette rupture avec Feather laisse Jutta Hipp sans manager,.
Plus tard, dans ses ouvrages et ses mémoires, Feather ne parlera qu'en termes négatifs de son ancienne protégée. Jutta Hipp, pour sa part, ne parlera plus jamais de Feather.

### Trac, alcoolisme et incident avec Art Blakey

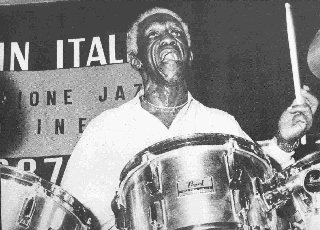
Art Blakey.

La combinaison du trac et de l'alcool font qu'elle a de plus en plus difficile de se produire sur scène,.
Quand Art Blakey lui demande de s'asseoir avec son groupe au café Bohemia de New York, elle refuse, disant qu'elle était ivre, et que de toute façon elle ne pensait pas être assez bonne.  Blakey la traîne au piano et commence à jouer à un tempo endiablé qu'elle ne peut pas tenir. Blakey s'adresse alors à l'auditoire : « maintenant vous voyez pourquoi nous ne voulons pas que ces Européens viennent ici et prennent nos emplois », bien qu'à part Jutta Hipp et Rolf Kühn, il n'y avait pratiquement aucun musicien allemand en Amérique à l'époque.

### Tournée rhythm and blues (1957)
Jutta Hipp effectue ensuite une tournée dans le sud des États-Unis en 1957 avec le groupe du saxophoniste rhythm and blues Jesse Powell, probablement son dernier concert en tant que pianiste, une expérience qu'elle décrit plus tard comme la plus amusante de sa carrière, comme une bénédiction et comme l'un des moments forts de sa vie musicale,,.

### Abandon de la musique (1958)
Mais en 1958, le déclin de ses fiançailles, le trac, la pression, la peur existentielle et un énorme problème d'alcool,,,, l'amènent à cesser de jouer du piano ,,,,,,,,,. 
Mais, au-delà des problèmes avec Feather et des problèmes personnels évoqué ci-dessus, un autre facteur a peut-être joué : de nombreux petits clubs de jazz ont dû fermer leurs portes à cause du succès triomphal du rock'n roll. 
Dans les années qui suivent, elle a peu de contacts avec le monde du jazz, à part un cercle d'amis de ses années européennes, dont le guitariste Attila Zoller, son ancien fiancé, et l'écrivain Dan Morgenstern.
D'après ses amis, elle ne s'est plus jamais produite sur scène et son piano est resté muet. Elle n'apparaîtra plus jamais par la suite en tant que musicienne de jazz ,. Les efforts du clarinettiste Rolf Kühn pour un « retour » de Jutta Hipp ont été vains.
Cette perte de contact avec le monde de la musique a comme conséquence que le label Blue Note ne savait plus où envoyer ses royalties, car il n'avait pas son adresse,. En 2000, le label la retrouve par l'intermédiaire du saxophoniste Lee Konitz et de son épouse Gundula : Jutta Hipp vivait seule dans un appartement à Jackson Heights, dans le Queens, sans piano. En 2001, lorsque les représentants du label lui rendent visite pour lui remettre un chèque de 40 000 $ représentant des années de vente de ses trois albums Blue Note, principalement en Europe et au Japon,,, elle leur montre avec enthousiasme ses œuvres d'art graphique mais elle ne leur parle pas de musique.

## Métier de couturière et retour aux arts graphiques (1958-2003)
Après avoir abandonné la musique, Jutta Hipp revient au dessein, à la photographie et à la peinture et s'installe dans l'arrondissement de Queens, travaillant pendant 35 ans comme couturière dans l'usine de vêtements Wallach's Clothiers, jusqu'à la dissolution de l'entreprise en 1995 et sa retraite à l'âge de 70 ans,,,,,,,,,,. 
Dans son livre Jutta Hipp. Ihr Leben & Wirken. Malerin – Pianistin – Poetin. Eine Dokumentation de 2012, Gerhard Evertz documente dans le chapitre « Peintures » 65 aquarelles, paysages, scènes de village et de ville, personnages - mais un seul, intitulé « Le pianiste », est directement lié à la musique. 
Un autre chapitre de ce livre documente les activités de Jutta Hipp en tant que photographe : « Il y a une vue par la fenêtre de son appartement, des amis au restaurant, des musiciens à des concerts en plein air, la maison de Charlie Parker, la tombe de Louis Armstrong, mais aussi des paysages qui semblent des motifs pour ses aquarelles ».
Jutta Hipp a également dessiné de grands musiciens de jazz : Lester Young, Horace Silver, Art Taylor, Barry Harris, Gerry Mulligan, Nica de Koenigswarter, Thelonious Monk, Ella Fitzgerald, Dizzy Gillespie, Zoot Sims, Lionel Hampton, Lee Konitz, Attila Zoller (son ancien fiancé), Hans Koller. 
Ses caricatures de musiciens de jazz ont été publiées en 1995 dans le journal allemand Jazz Podium,, et reproduits dans le livre de Gerhard Evertz. 
Jutta Hipp disait : « Avec la peinture, ils regardent l'œuvre, pas vous ».
Jutta Hipp n'est jamais retournée en Allemagne et, en 1999, l'artiste célibataire devient citoyenne américaine,,,.

## Décès (2003)
Le 7 avril 2003, à l'âge de 78 ans, l'artiste décède d'un cancer du pancréas dans l'appartement du quartier Sunnyside au cœur de l'arrondissement de Queens où elle vivait seule,,,,,,.
Ce n'est que par la rubrique nécrologique que ses voisins apprennent qu'elle avait été une musicienne majeure.
Elle meurt sans descendance et ses cendres ont été dispersées dans le détroit de Long Island, conformément à ses dernières volontés.

## Hommages
- Depuis 2011, il y a une rue Jutta Hipp à Leipzig (Jutta-Hipp-Weg), à l'initiative de l'historienne du jazz Katja von Schuttenbach, qui s'intéresse depuis longtemps à la vie de l'artiste[8],[5] ;
- En 2012, le Festival de Jazz de Berlin (Berliner Jazzfest) a été ouvert par un hommage Remembering Jutta Hipp[8],[22] ;
- 2013 : Ilona Haberkamp Quartet : Cool Is Hipp Is Cool: A Tribute To Jutta Hipp, pour le 10e anniversaire de sa mort[1],[8],[6].

## Discographie
- 1956 : New Faces – New Sounds from Germany (Blue Note BLP 5056 ; enregistré en 1954 en Allemagne)
- 1955 : Jutta Hipp with Lars Gullin (Karusell)
- 1956 : Jutta Hipp at the Hickory House Volume 1 (Blue Note 1515) avec Peter Ind (contrebasse) et Ed Thigpen (batterie)[23],[24],[25],[26]
- 1956 : Jutta Hipp at the Hickory House Volume 2 (Blue Note 1516) avec Peter Ind (contrebasse) et Ed Thigpen (batterie)[27],[28],[29]
- 1956 : Jutta Hipp with Zoot Sims (Blue Note 93178) avec Zoot Sims (saxophone), Jerry Lloyd (trompette), Ahmed Abdul-Malik (contrebasse) et Ed Thigpen (batterie)[30],[31],[32],[33]
- 2012 : The German Recordings 1952-1955 (publié en 2012 par Jazzhaus / Arthaus Musik / SWR) : enregistrements des archives allemandes,  enregistrés entre 1952 et 55 à Baden-Baden, Stuttgart et Coblence, avec Jutta Hipp (piano) - Franz "Shorty" Roeder (contrebasse) - Hans Koller (saxophone ténor) - Albert Mangesdorff (trombone) - Rudi Sehring (batterie) - Joki Freund (saxophone ténor) - Attila Zoller (guitare) - Harry Schell (contrebasse)[22]